# Pavčina Lehota
Pavčina Lehota (hongrois : Paucsinalehota) est un village de Slovaquie situé dans la région de Žilina.

## Histoire
La première mention écrite du village date de 1365.

## Démographie

### Évolution de la population
| Année:               | 1994. | 2004.   | 2014.   | 2024.   |
| -------------------- | ----- | ------- | ------- | ------- |
| Nombre de personnes: | 353   | 343     | 373     | 401     |
| Différence:          |       | -2,83 % | +8,74 % | +7,50 % |

| Année:               | 2023. | 2024.   |
| -------------------- | ----- | ------- |
| Nombre de personnes: | 404   | 401     |
| Différence:          |       | -0,74 % |